# エドワード・ジョーンズ (統計学者)
エドワード・ディヴィス・ジョーンズ（Edward Davis Jones、1856年10月7日 - 1920年2月16日）は、アメリカ合衆国の統計学者、ジャーナリスト。ダウ・ジョーンズ工業株価平均の「ジョーンズ」は彼の名に由来し、また彼は『ウォール・ストリート・ジャーナル』の共同創刊者としても知られる。

## 生い立ち
ジョーンズは1856年10月7日にマサチューセッツ州ウースターで生まれた。両親のジョン・ジョーンズ師とクラリッサ・ジョーンズ（旧姓・ディ）はウェールズ系の出身である。ウースター・アカデミーを卒業したのち、ブラウン大学に進学したが、3年次に退学した。次いでプロヴィデンス・モーニング・スターとイヴニング・プレスで取材記者として働き、そこでチャールズ・ダウと出会った。

## ダウ・ジョーンズ
ダウ・ジョーンズ工業株価平均および『ウォール・ストリート・ジャーナル』で知られるダウ・ジョーンズ社は、ジョーンズとダウが1882年に設立した。当時の事務所はニューヨーク証券取引所の地階にあり、チャールズ・バーグストレッサーがサイレント・パートナーとなっていた。
ジョーンズとダウはロードアイランド州プロビデンスで同僚記者として知り合っていたのだった。

## 家族
ジョーンズと妻のジャネットには、一人息子のアーサー・コンクリング・ジョーンズ（1884年 - 1941年）がいた。